# Grąbkowo (województwo pomorskie)
Grąbkowo (kaszub. Grãbkòwò, niem. Grumbkow) – wieś w Polsce położona w województwie pomorskim, w powiecie słupskim, w gminie Potęgowo.
W latach 1975–1998 miejscowość administracyjnie należała do województwa słupskiego.

## Nazwa
Nazwa miejscowości, wzmiankowana po raz pierwszy w 1584, ma pochodzenie słowiańskie i charakter dzierżawczy. Powstała przez dodanie do nazwy osobowej *Grąbek formantu -owo. Niemiecka nazwa Grumbkow jest adaptacją fonetyczną pierwotnej nazwy słowiańskiej.
Rada Języka Kaszubskiego proponuje kaszubską formę nazwy Grąbkòwò.

## Zabytki
- neobarokowy pałac w Grąbkowie z końca XIX w., trzyskrzydłowy, korpus wybudowany na planie prostokąta, kryty  dachem dwuspadowym. Od frontu ryzalit zwieńczony trójkątnym frontonem z herbem rodziny von Livonius z koroną pruską królewską (herb znajduje się również na kominku wewnątrz). Przed ryzalitem portyk z czterema  kolumnami doryckimi podtrzymującymi taras z kamienną balustradą. Po bokach ściany frontowej lekko wysunięte do przodu skrzydła. Wieża z XVIII w., z ośmioboczną nadstawą i hełmem dzwonowym. Wewnątrz amfilada sal balowych, reprezentacyjne schody i stiukowe sufity. Obok pałacu kuźnia z XVIII w. W otoczeniu stary park[6].

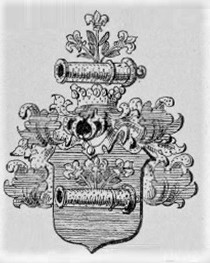
Herb von Livonius

## Inne miejscowości
O nazwie Grąbkowo: Grąbkowo, Grąbków